# Премия Розенстила
Премия Розенстила (англ. Rosenstiel Award) — присуждается за выдающиеся результаты в фундаментальных медицинских исследованиях. Ежегодно ею награждает Университет Брандайса, рекомендованного комиссией выдающихся учёных, выбранных Центром фундаментальных медицинских исследований Розенстила (Rosenstiel Basic Medical Sciences Research Center). Вручается с 1972 года.
Центр был основан Льюисом С. Розенстилом в 1968 году в указанном университете, премия учреждена для стимулирования медицинских исследований вне его.
Лауреату вручается медаль с изображением мецената и денежное вознаграждение в размере $30 000. 36 удостоенных премии из 87 на 2017 год впоследствии получили Нобелевскую премию.

## Лауреаты
| Год  | Лауреат                     | Страна              | Формулировка обоснования |
| ---- | --------------------------- | ------------------- | --- |
| 1971 | Дэвид Хьюбел                | Канада, США         | — |
| 1971 | Торстен Визель              | Швеция              | — |
| 1972 | Борис Эфрусси               | Франция             | — |
| 1973 | Рональд Кабак               | США                 | — |
| 1973 | Сол Розман                  | США                 | — |
| 1974 | Артур Парди                 | США                 | — |
| 1974 | Эдвин Умбаргер              | США                 | — |
| 1975 | Брюс Эймс                   | США                 | — |
| 1975 | Джеймс Миллер               | США                 | — |
| 1975 | Элизабет Миллер             | США                 | — |
| 1976 | Питер Митчелл               | Великобритания      | — |
| 1977 | Барбара Мак-Клинток         | США                 | — |
| 1978 | Сесар Мильштейн             | Аргентина           | — |
| 1979 | Ховард Грин                 | США                 | — |
| 1979 | Беатрис Минц                | США                 | — |
| 1980 | Элайас Кори                 | США                 | — |
| 1980 | Бенгт Самуэльсон            | Швеция              | — |
| 1980 | Фрэнк Вестхаймер            | США                 | — |
| 1981 | Стэнли Коэн                 | США                 | — |
| 1981 | Рита Леви-Монтальчини       | Италия              | — |
| 1981 | Гордон Сато                 | США                 | — |
| 1982 | Кейт Портер                 | Канада, США         | — |
| 1982 | Александр Рич               | США                 | — |
| 1983 | Эрик Кандель                | США                 | За пионерский вклад в изучение сенсорной передачи |
| 1983 | Даниэл Кошланд              | США                 | За пионерский вклад в изучение сенсорной передачи |
| 1984 | Donald D. Brown             | США                 | Оригинальный текст (англ.)for their seminal work on development |
| 1984 | Robert L. Letsinger         | США                 | Оригинальный текст (англ.)for their seminal work on development |
| 1985 | Сеймур Бензер               | США                 | Оригинальный текст (англ.)for founding modern eukaryotic genetics |
| 1985 | Сидней Бреннер              | Великобритания, ЮАР | Оригинальный текст (англ.)for founding modern eukaryotic genetics |
| 1986 | Harland G. Wood             | США                 | Оригинальный текст (англ.)for his outstanding work on enzyme function |
| 1987 | Shinya Inoué                | Япония, США         | Оригинальный текст (англ.)for his innovations in light microscopy |
| 1988 | Сидни Олтмен                | Канада, США         | Оригинальный текст (англ.)for discovering RNA catalysis |
| 1988 | Томас Роберт Чек            | США                 | Оригинальный текст (англ.)for discovering RNA catalysis |
| 1989 | Кристиана Нюсляйн-Фольхард  | Германия            | Оригинальный текст (англ.)for pioneering studies of eukaryotic development |
| 1989 | Эдвард Льюис                | США                 | Оригинальный текст (англ.)for pioneering studies of eukaryotic development |
| 1990 | Ричард Хендерсон            | Великобритания      | Оригинальный текст (англ.)for determining the first structure of an integral membrane protein                                                                                       |
| 1990 | Nigel Unwin                 | Великобритания      | Оригинальный текст (англ.)for determining the first structure of an integral membrane protein                                                                                       |
| 1991 | Дэвид Ботштейн              | США                 | Оригинальный текст (англ.)for creating the methods by which variations in the human genome can be detected and analyzed                                                             |
| 1991 | Raymond L. White            | США                 | Оригинальный текст (англ.)for creating the methods by which variations in the human genome can be detected and analyzed                                                             |
| 1991 | Ronald W. Davis             | США                 | Оригинальный текст (англ.)for creating the methods by which variations in the human genome can be detected and analyzed                                                             |
| 1992 | Пол Нерс                    | Великобритания      | Оригинальный текст (англ.)for establishing the details of the control of eukaryotic cell cycle                                                                                      |
| 1992 | Леланд Хартвелл             | США                 | Оригинальный текст (англ.)for establishing the details of the control of eukaryotic cell cycle                                                                                      |
| 1993 | Джеймс Ротман               | США                 | Оригинальный текст (англ.)for determining the components of the secretory pathway                                                                                                   |
| 1993 | Рэнди Шекман                | США                 | Оригинальный текст (англ.)for determining the components of the secretory pathway                                                                                                   |
| 1994 | Роберт Редер                | США                 | Оригинальный текст (англ.)for their outstanding work on eukaryotic transcription regulation                                                                                         |
| 1994 | Роберт Цянь                 | США                 | Оригинальный текст (англ.)for their outstanding work on eukaryotic transcription regulation                                                                                         |
| 1995 | Томас Поллард               | США                 | Оригинальный текст (англ.)for their fundamental contributions to our understanding of molecular motors                                                                              |
| 1995 | James A. Spudich            | США                 | Оригинальный текст (англ.)for their fundamental contributions to our understanding of molecular motors                                                                              |
| 1996 | Ричард Эксел                | США                 | Оригинальный текст (англ.)for establishing the molecular basis of the senses of smell and hearing                                                                                   |
| 1996 | Линда Бак                   | США                 | Оригинальный текст (англ.)for establishing the molecular basis of the senses of smell and hearing                                                                                   |
| 1996 | Альберт Джеймс Хадспет      | США                 | Оригинальный текст (англ.)for establishing the molecular basis of the senses of smell and hearing                                                                                   |
| 1997 | Роберт Хорвиц               | США                 | Оригинальный текст (англ.)for their pioneering studies of cell lineage in the nematode worm                                                                                         |
| 1997 | Джон Салстон                | Великобритания      | Оригинальный текст (англ.)for their pioneering studies of cell lineage in the nematode worm                                                                                         |
| 1998 | Элизабет Блэкбёрн           | Австралия, США      | Оригинальный текст (англ.)for their outstanding work on the maintenance of telomeres                                                                                                |
| 1998 | Кэрол Грейдер               | США                 | Оригинальный текст (англ.)for their outstanding work on the maintenance of telomeres                                                                                                |
| 1999 | Родерик Маккинон            | США                 | Оригинальный текст (англ.)for his research into the molecular foundations of electrical signal generation in neurons and other types of cells                                       |
| 2000 | Peter Moore                 | США                 | Оригинальный текст (англ.)for their discovery that peptide bond formation on the ribosome is catalyzed exclusively by ribosomal RNA                                                 |
| 2000 | Harry F. Noller             | США                 | Оригинальный текст (англ.)for their discovery that peptide bond formation on the ribosome is catalyzed exclusively by ribosomal RNA                                                 |
| 2000 | Томас Стейц                 | США                 | Оригинальный текст (англ.)for their discovery that peptide bond formation on the ribosome is catalyzed exclusively by ribosomal RNA                                                 |
| 2001 | Джоан Стейц                 | США                 | Оригинальный текст (англ.)for her work in establishing a sub-field of molecular biology concerning small nuclear ribonucleoproteins                                                 |
| 2002 | Айра Херсковиц              | США                 | Оригинальный текст (англ.)for his pioneering achievements in yeast genetics and cell biology                                                                                        |
| 2003 | Masakazu Konishi            | Япония, США         | Оригинальный текст (англ.)for their pioneering achievements in the ethology and neurology of birdsong                                                                               |
| 2003 | Peter R. Marler             | США                 | Оригинальный текст (англ.)for their pioneering achievements in the ethology and neurology of birdsong                                                                               |
| 2003 | Fernando Nottebohm          | Аргентина, США      | Оригинальный текст (англ.)for their pioneering achievements in the ethology and neurology of birdsong                                                                               |
| 2004 | Эндрю Файер                 | США                 | Оригинальный текст (англ.)for their pioneering achievements in the discovery of gene silencing by double-stranded RNA                                                               |
| 2004 | Крейг Мелло                 | США                 | Оригинальный текст (англ.)for their pioneering achievements in the discovery of gene silencing by double-stranded RNA                                                               |
| 2004 | Виктор Эмброс               | США                 | Оригинальный текст (англ.)for their pioneering achievements in the discovery of gene silencing by double-stranded RNA                                                               |
| 2004 | Гэри Равкан                 | США                 | Оригинальный текст (англ.)for their pioneering achievements in the discovery of gene silencing by double-stranded RNA                                                               |
| 2005 | Мартин Чалфи                | США                 | Оригинальный текст (англ.)for their pioneering development of powerful new tools that allow the direct visualization of molecules in living cells                                   |
| 2005 | Роджер Тсиен                | США                 | Оригинальный текст (англ.)for their pioneering development of powerful new tools that allow the direct visualization of molecules in living cells                                   |
| 2006 | Мэри Фрэнсис Лайон          | Великобритания      | Оригинальный текст (англ.)for their pioneering work on epigenetic gene regulation in mammalian embryos                                                                              |
| 2006 | Дэвор Золтер                | США                 | Оригинальный текст (англ.)for their pioneering work on epigenetic gene regulation in mammalian embryos                                                                              |
| 2006 | Азим Сурани                 | Великобритания      | Оригинальный текст (англ.)for their pioneering work on epigenetic gene regulation in mammalian embryos                                                                              |
| 2007 | Франц-Ульрих Хартль         | Германия            | Оригинальный текст (англ.)for their pioneering work in the field of protein-mediated protein folding                                                                                |
| 2007 | Артур Хорвич                | США                 | Оригинальный текст (англ.)for their pioneering work in the field of protein-mediated protein folding                                                                                |
| 2008 | Джон Гёрдон                 | Великобритания      | Оригинальный текст (англ.)for their pioneering work in the field of stem cell research                                                                                              |
| 2008 | Ирвинг Вайсман              | США                 | Оригинальный текст (англ.)for their pioneering work in the field of stem cell research                                                                                              |
| 2008 | Синъя Яманака               | Япония              | Оригинальный текст (англ.)for their pioneering work in the field of stem cell research                                                                                              |
| 2009 | Жюль Офман                  | Франция             | За прояснение механизмов врождённого иммунитета |
| 2009 | Руслан Меджитов             | США                 | За прояснение механизмов врождённого иммунитета |
| 2010 | Чарльз Дэвид Эллис          | США                 | Оригинальный текст (англ.)for their discovery that histones and histone acetylation directly regulate transcription                                                                 |
| 2010 | Майкл Грюнштейн             | США                 | Оригинальный текст (англ.)for their discovery that histones and histone acetylation directly regulate transcription                                                                 |
| 2011 | Нахум Зоненберг             | Израиль, Канада     | Оригинальный текст (англ.)for his transformative studies of the control of protein synthesis in mammalian cells                                                                     |
| 2012 | Стивен Элледж               | США                 | Оригинальный текст (англ.)for elucidating how eukaryotic cells sense and respond to DNA damage                                                                                      |
| 2013 | Винфрид Денк                | Германия            | Оригинальный текст (англ.)in recognition of their invention of multiphoton fluorescence microscopy and its application to illuminating the function of brain microcircuits          |
| 2013 | David Tank                  | США                 | Оригинальный текст (англ.)in recognition of their invention of multiphoton fluorescence microscopy and its application to illuminating the function of brain microcircuits          |
| 2013 | Уотт Уэбб                   | США                 | Оригинальный текст (англ.)in recognition of their invention of multiphoton fluorescence microscopy and its application to illuminating the function of brain microcircuits          |
| 2014 | Фредерик Альт               | США                 | Оригинальный текст (англ.)in recognition of his pioneering work in elucidating the mechanisms of genome rearrangements in immune and cancer cells                                   |
| 2015 | Ёсинори Осуми               | Япония              | Оригинальный текст (англ.)in recognition of his pioneering discoveries of molecular pathways and biological functions of protein degradation by autophagy                           |
| 2016 | Сюзан Линдквист (посмертно) | США                 | Оригинальный текст (англ.)in recognition of her pioneering work on the mechanisms of protein folding and the severe consequences of protein misfolding that are manifest in disease |
| 2017 | Тития де Ланге              | Нидерланды          | Оригинальный текст (англ.)for her elucidation of the protection of telomeres and the maintenance of genome stability                                                                |
| 2018 | Стивен Харрисон             | США                 | Оригинальный текст (англ.)for his fundamental and far-reaching studies of protein structure using X-ray crystallography                                                             |
| 2019 | Дэвид Джулиус               | США                 | Оригинальный текст (англ.)for their remarkable contributions to our understanding of the sensations of temperature, pain and touch                                                  |
| 2019 | Ardem Patapoutian           |                     | Оригинальный текст (англ.)for their remarkable contributions to our understanding of the sensations of temperature, pain and touch                                                  |
| 2020 | Каталин Карико              |                     | Оригинальный текст (англ.)for their pioneering work in the modification of nucleic acids to develop RNA therapeutics and vaccines                                                   |
| 2020 | Дрю Вайсман                 |                     | Оригинальный текст (англ.)for their pioneering work in the modification of nucleic acids to develop RNA therapeutics and vaccines                                                   |
| 2021 | Robert H. Singer            |                     | Оригинальный текст (англ.)for his key role in revealing the dynamics of gene expression using high-resolution imaging                                                               |